# モンスタータクティクス
『かくれんぼバトル モンスタータクティクス』は、2000年11月21日に日本の任天堂から発売されたゲームボーイカラー用ロールプレイングゲーム。メーカーの公式ジャンル表記はかくれんぼバトルRPGとなっている。
主人公のケビンを操作し、5年ぶりに開催された「モンスターハンティング大会」にてランキング上位を目指す事が目的。先がほとんど見えない暗闇のダンジョンをかくれんぼの要領で移動し、ステルス攻撃の要領で周辺に潜む敵を倒していくゲームシステムとなっている。
開発はスパイラルが行い、プロデューサーは『ポケットモンスター』を手掛けた石原恒和および出石武宏、ゲーム・デザインはアーケードゲーム『ソロモンの鍵』（1986年）を手掛けた鶴田道孝、モンスター解説はファミリーコンピュータ用ソフト『元祖西遊記スーパーモンキー大冒険』（1986年）を手掛けた高瀬俊一、音楽はゲームボーイ用ソフト『PITMAN』（1990年）を手掛けた浅川政夫が担当している。

## ゲーム内容
暗闇に潜むモンスターを探索して倒すゲームシステムとなっている。行動時間には制限があり、プレイヤーキャラクター1人の行動が終了すると、次は敵側の行動ターンとなる。これを繰り返して敵リーダーを倒せばこちらの勝利となる。ダンジョンは視界が狭く、見える範囲はキャラクターの数歩先までのみとなっており、壁の影になっているところは見えない。
倒した敵からは、モンタクスキャナと呼ばれる機械を使って、「モンタク」というモンスターの特徴をビジュアル化したものを入手できる。属性が存在し、こちらが相手に有利な属性でも、相手の属性はこちらに有利という、相互の関係になっていることが多い。また、向いている向きによってもダメージが変わり、横や後ろからの攻撃はダメージが大きい。

## ストーリー
イラルディ王国の王であるクレインが、5年ぶりにモンスターハンティング大会を開こうと言い出した。主人公のケビンは、さまざまな仲間たちとともに、大会ランキング上位を目指す。

## 登場人物
ケビン
主人公。一流のモンタクハンターを目指し、ギュンター道場で修行している。ワザつかいであり、さまざまな属性の技を使いこなせる。
トッピー
ギュンターが大会で連れていたペット。ダンジョンやバトルのことに詳しく、いろいろなアドバイスをしてくれる。
カエン
金で雇われ、ハンティングの手伝いをするモンタクハンター。氷の壁を壊すことができる。
ターレン
かつてギュンターとともに修行していたモンタクの達人。数少ない回復のスキルを使用できる。
シルフィ
異国からやってきた、ヌイグルミ好きのお姫さま。行方不明の姉を探してやってきた。チームに入れていると、敵が近づくと知らせてくれるレーダー能力が全員に備わる。
ゴーム
大柄な男。その外見や口数の少なさで誤解されやすいが、やさしい性格の持ち主。視界が広く、バクダンを踏んでも時間が減るだけでダメージを受けない。
ライアン
ギュンター道場の門下生で、ケビンの兄弟子であったが、その性格から破門される。チーム「サンダーボルト」のリーダー。
ギュンター
過去に何度もモンタク大会で優勝している実力者。現在は引退し、道場を開いている。
シルビア
シルフィの姉。宙に浮いているため、床のトラップやバクダンの影響を受けず、移動速度も非常に速い。
ウツノミヤ博士
モンスターの研究をしている学者。モンタクスキャナを発明した。
クレイン国王
イラルディ王国国王。数年前まではやさしい性格だったが、現在では人が変ったように陰険になっている。
D.D.D
ケビン達の行く手に現れる3人組。そのチーム名から「ダメダメ団」と呼ばれる。
ダメーネ
ハリセンを持った少女。D.D.Dのリーダー。
ドジソン
サングラスをかけた太めの男。いかずち系の技を得意とする。
デンジャラス
サングラスをかけた細身の男。オオツチ系の技が得意。
ブラックホーク
常にランキング上位にいるチーム。
ジェイク
正義感あふれる男。ブラックホークのリーダー。
ライト
ほのお系の技を使う。
レフト
みず系の技を使う。
バトルエンジェル
女性3人組のチーム。
グロリア
気の強いお姉さんといった感じの女性。
イザベラ
その華のある戦い方から、ファンも多い。バトルエンジェルのリーダー。
ロザンナ
関西系のしゃべり方をする、妹的な女の子。

## スタッフ
- プロデューサー：石原恒和、出石武宏
- メイン・プログラム：あべたかし
- BIOSプログラム：宮田浩
- AIプログラム：ふくながたかゆき
- モンスター・デザイン：やじまあきよし、みやたみゆき
- メインCG：やじまあきよし
- サブCG：みやたみゆき
- サウンド、シナリオ：浅川政夫
- バトルマップ・デザイン：高瀬俊一、鶴田道孝
- モンスター解説：高瀬俊一
- ゲーム・デザイン：鶴田道孝、あべたかし
- プロジェクト・リーダー：鶴田道孝
- マリーガル・マネジメント：大沼功、おおなかゆうじ、杉本敦司、内山雅志
- アドバイザー：原田貴裕
- アートワーク：中道幸呼、宮本文子

## 評価
ゲーム誌『ファミ通』の「クロスレビュー」での評価は、8・6・8・7の合計29点（満40点）。レビュアーからはモンスターの魚拓となる「モンタク」のシステムに関して称賛する意見が多く挙げられ、本田慈庵は「かくれんぼバトルという戦闘システムと合わせ、どんどんモンスターと闘いたくなる感覚」と評価、あらじ谷塚は「大物を釣り上げたうれしさを味わえる」と評価、羽田隆之は「気づけば『モンタク』獲得に奮闘」とそれぞれ肯定的に評価した。また、奥村キスコは分かりやすいシステムながら奥深い内容である事や、オブジェクトの見やすさ、小さいグラフィックでありながらもキャラクターの個性を描き分けている点などを高く評価、羽田は影付きのフォントが読みやすく傑作であると絶賛した。一方で、谷塚は「展開がやや単調に感じられる」と苦言を呈した。

## 関連書籍
- 任天堂公認 かくれんぼバトルモンスタータクティクス（集英社）ISBN 4087790827
- 任天堂公認 かくれんぼバトルモンスタータクティクスモンスター大百科（集英社）ISBN 4087790940